# AKG TRIBUTE
『AKG TRIBUTE』（エーケージー・トリビュート）は、日本のトリビュート・アルバムである。2017年3月29日にKi／oon Musicより発売。
ASIAN KUNG-FU GENERATIONの結成20周年を記念して制作されたアルバム。当初は収録曲とリーガルリリーを除く参加アーティストが発表されていたが、2月28日に曲順とリーガルリリーのアルバム参加が発表された。
ジャケットイラストは浅野いにおが描いている。

## 収録曲
| #         | タイトル                                    | 作詞       | 作曲               | 編曲                 | 時間  |
| --------- | ------------------------------------------- | ---------- | ------------------ | -------------------- | ----- |
| 1.        | 「ソラニン／yonige」                        | 浅野いにお | 後藤正文           | yonige               | 3：47 |
| 2.        | 「未来の破片／04 Limited Sazabys」          | 後藤正文   | 後藤正文           | 04 Limited Sazabys   | 4：03 |
| 3.        | 「Re：Re：／じん」                          | 後藤正文   | 後藤正文、山田貴洋 | じん                 | 3：07 |
| 4.        | 「夏の日、残像／amazarashi」                | 後藤正文   | 後藤正文           | amazarashi、出羽良彰 | 4：00 |
| 5.        | 「リライト／Creepy Nuts（R-指定＆DJ松永）」 | 後藤正文   | 後藤正文           | DJ松永               | 3：24 |
| 6.        | 「迷子犬と雨のビート／シナリオアート」      | 後藤正文   | 後藤正文           | シナリオアート       | 4：20 |
| 7.        | 「ブラックアウト／LILI LIMIT」              | 後藤正文   | 後藤正文           | LILI LIMIT           | 6：10 |
| 8.        | 「N. G. S／夜の本気ダンス」                 | 後藤正文   | 後藤正文           | 夜の本気ダンス       | 3：10 |
| 9.        | 「アンダースタンド／BLUE ENCOUNT」          | 後藤正文   | 後藤正文           | BLUE ENCOUNT         | 3：51 |
| 10.       | 「ムスタング／リーガルリリー」              | 後藤正文   | 後藤正文、山田貴洋 | たかはしほのか       | 4：48 |
| 11.       | 「君の街まで／never young beach」           | 後藤正文   | 後藤正文           | never young beach    | 4：43 |
| 12.       | 「踵で愛を打ち鳴らせ／the chef cooks me」   | 後藤正文   | 後藤正文、喜多建介 | 下村亮介             | 4：15 |
| 13.       | 「君という花／KANA-BOON」                   | 後藤正文   | 後藤正文           | KANA-BOON            | 6：08 |
| 合計時間: | 合計時間:                                   | 合計時間:  | 合計時間:          | 合計時間:            | 55:52 |

## 演奏
ソラニン
- 牛丸ありさ：Vocal, Guitar
- ごっきん：Bass, Chorus

未来の破片
- GEN：Vocal, Bass
- HIROKAZ：Guitar
- RYU-TA：Guitar, Chorus
- KOUHEI：Drums, Chorus

Re:Re:
- じん：Vocal, Guitar
- グシミヤギ ヒデユキ：Guitar
- 白神真志朗：Bass, Chorus
- 伊吹文裕：Drums
- さかな：Chorus

夏の日、残像
- 秋田ひろむ：Vocal, Guitar
- 豊川真奈美：Piano
- 出羽良彰：Guitar
- 中村武文：Bass
- 橋谷田真：Drums

リライト
- R-指定：Rap
- DJ松永：DJ Scratch

迷子犬と雨のビート
- ハヤシコウスケ：Guitar, Vocal, Programming
- ハットリクミコ：Drum, Vocal
- ヤマシタタカヒサ：Bass
- 小春 (チャラン・ポ・ランタン)：Accordion
- 横山創：Trumpet

ブラックアウト
- 牧野純平：Vocal
- 土器大洋：Guitar
- 黒瀬莉世：Bass
- 志水美日：Keyboards
- 丸谷誠治：Drums

N.G.S
- 米田貴紀：Vocal, Guitar
- 鈴鹿秋斗：Drums
- マイケル：Bass
- 西田一紀：Guitar

アンダースタンド
- 田邊駿一：Vocal, Guitar
- 江口雄也：Guitar
- 辻村勇太：Bass
- 高村佳秀：Drums

ムスタング
- たかはしほのか：Vocal, Guitar
- 白石はるか：Bass
- ゆきやま：Drums

君の街まで
- 安部勇磨：Vocal, Guitar
- 松島皓、阿南智史：Guitar
- 巽啓伍：Bass
- 鈴木健人：Drums

踵で愛を打ち鳴らせ
- 下村亮介：Vocal, Chorus, Synthesizers, Synthesized Bass, Programming
- 佐藤ニーチェ：Electric Guitar
- 角谷翔平：Electric Bass
- 井上陽介 (Turntable Films)：Vocal, Chorus, Good Idea
- 猪股ヨウスケ (Dr.DOWNER)、岩崎愛、星野菜名子、鈴木ハコ：Vocal, Chorus
- mabanua：Chorus, Nice Adlib Vocal
- YeYe：Chorus
- ちゃんMARI (ゲスの極み乙女。)：Piano
- 伊吹文裕：Drums
- 永田こーせー：Saxophone, Brass Arrangement
- 織田祐亮：Trumpet
- 馬場桜佑：Trombone

君という花
- 谷口鮪：Vocal, Guitar
- 古賀隼斗：Guitar
- 飯田祐馬：Bass
- 小泉貴裕：Drums

## タイアップ
- ＃6「迷子犬と雨のビート」 - フジテレビ系アニメ『四畳半神話大系』特別放送オープニングテーマ